# Hilozoísmo (filosofía)
El hilozoísmo (del griego hyle, materia, y zoe, vida)  es una doctrina filosófica según la cual la materia está dotada de la capacidad de actuar propia de los animales.
Designa una concepción del mundo atribuida a los primeros filósofos milesios (como por ejemplo Tales) en la primera parte del siglo VI a. C. Estos presocráticos intuyen a la naturaleza como algo animado, por lo que también se podría definir como la consideración de que hay alguna especie de animación en la materia, incluso sensibilidad y espontaneidad en sus actuaciones y respuestas.
En el caso de Tales, queda ejemplificado con la piedra de imán, de la cual se observa que atrae a los metales. La consideración de que la naturaleza es animada hará pensar, por ejemplo, que el imán posee un alma (ánima), la cual es su fuente de movimiento. Pretende que toda materia sea viviente, y que solo existe en el mundo un principio único, el alma del universo, en el que todo viene a confundirse: todo es todo y todo es Dios. A eso se le denomina panteísmo. Casi como lo formulaba Plotino, con su teoría del emanacionismo, es decir, todo viene del Uno, y el Uno es Dios. Plotino discute esto: "¡Dios ciertamente debe haber desechado excelentes ingredientes para crear el mundo!"
Incluso la Cabalá judía, así como el sufismo árabe -musulmán, discuten la teoría aquí expresada citando la materia primordial de la que Dios ha tomado todo lo que existe, por lo tanto también la Creación y las criaturas: es Jomer Hayiulì. La Cabalá profética habla de 10000 años, con el comienzo de la era mesiánica en el sexto milenio y con los 2000 años mesiánicos a partir del 4000 después de los 2000 de la Torá y el 2000 de “Caos” con Noé. Parece, sin embargo, que algo debe ocurrir antes del final de 10000 años, desde la Creación del mundo según el calendario judío; la enseñanza de los cabalistas es: “todo el bien de las profecías de los profetas judíos corresponde al tiempo del Mesías y deben cumplirse en los años mesiánicos a partir del sexto milenio”, es decir, desde el año 5000. En la “escatológica esperanza” del judío, los antiguos textos proféticos y cabalísticos afirman que el Mesías mismo revelará “una Torá previamente desconocida” y esto obviamente en relación con lo revelado en la Torá. Dicho y asumido que el sustrato de materia y forma consiste en el fundamento-esencia del Hilé, que todo en la creación ha sido definido y determinado a través de las providencias que le son propias, que la materia cae dentro de la finitud, es decir, es finita ya que fue creado por Dios en cambio Eterno en el tiempo y el espacio, que sólo Dios es autoexistente como “causa-primera absoluta”, de hecho perfecto e inmutable sin nadie que pueda influir en Su voluntad que es una con Él... entonces al final del Mundo, que es susceptible y sujeto a destrucción o disolución, es seguro que Dios podrá volver a crearlo cuando quiera, ya que nadie es capaz de prever un tiempo infinito más allá de 10000 años si no es con la certeza de la Bondad divina que así hizo la Creación.